# 감염력
감염력(感染力, 영어: infectivity)이란 역학 용어로, 병원체가 감염을 일으키는 능력을 말한다. 보다 좁혀서 말하면 감염력이란 병원체가 부모-자식간의 전파가 아닌 수평전파를 일으키는 능력을 말한다. 인구집단에서의 감염력 지표는 발생률(incidence)로 불린다.
감염력은 독성(virulence)과 양의 상관관계를 보이는데 이는 병원체가 보다 많은 사람을 감염 시킬수록 숙주에게 끼치는 해가 더욱 커진다는 것을 의미한다.
병원체의 감염력은 약할지라도 전파력(transmissibility)은 강할 수 있는데 전파력이란 부모-자식 간에 병원체가 전달될 수 있는 능력을 말한다.

## 감염력의 지표들
1) 감염성(infectivity): 병원체가 숙주내에 침입 증식하여 숙주에 질병 혹은 면역 등 반응을 일으키게 하는 능력을 말한다. 이를 나타내는 지표로 감염용량(infectious dose)를 들 수 있는데 예를 드면 ID50(infection dose 50)은 병원체를 숙주(주로 실험동물)에 투여하는 실험을 하였을 때 실험동물의 50%가 감염을 일으키는 최소한의 병원체 수를 말한다.
2) 병원성(pathogenicity): 병원체가 질병을 일으키는 힘을 말하는 것으로 감염된 모든 사람들 중 현성 증상을 발현하게 하는 정도를 말한다.
3) 독성(virulence): 임상적으로 증상을 발현하는 사람들 중에서 매우 심각한 임상증상이나 장애를 초래하는 힘을 말하는 것으로 사망은 가장 심각한 질병의 결과로 독성을 평가하는 지표로 사용될 수 있다. 이를 치명률(case-fatality rate)이라고 한다.
- 기초감염재생산수(Basic reproduction number, basic reproductive ratio, R0 또는 r nought)

```
- 모든 인구가 감수성이 있다고 가정할 때 감염성 있는 환자가 감염 가능 기간 동안 직접 감염시키는 평균 인원 수
```

## 같이 보기
- 기초감염재생산수